# 九龙山摩崖造像石刻
九龙山摩崖造像石刻，位于山东省济宁市曲阜市小雪镇武家村，是中华人民共和国山东省文物保护单位之一。
2006年12月7日，授予山东省文物保护单位，是一座石窟寺及石刻。